# Kay Davis

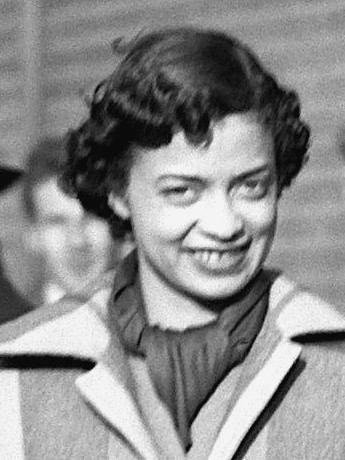
Kay Davis (1950)

Kay Davis (* 5. Dezember 1920 in Evanston, Illinois als Kathryn Elizabeth Davis; † 27. Januar 2012 in Apopka, Florida) war eine US-amerikanische Sängerin. Sie sang im Duke Ellington Orchester.

## Leben und Wirken
Davis studierte von 1938 bis 1945 Gesang und Klavier und wurde im Jahr 1944 Mitglied der Band von Duke Ellington, der sie neben Joya Sherrill und Al Hibbler in seinem Orchester einsetzte. Duke verwendete ihren Koloratursopran oft für Scat-Arrangements, z. B. zusammen mit der Klarinette Jimmy Hamiltons. Auch benutzte er ihre Stimme bei Konzertstücken und Spirituals oder bei dem wortlosen Obligato, das Adelaide Hall für den Titel Creole Love Call schuf.
Mit Ellington und Ray Nance besucht sie 1948 England und Frankreich und nahm an der Europa-Tournee des Orchesters im gleichen Jahr teil; Ende 1949 schied sie aus dem Duke Ellington Orchester aus und war seit dem nicht mehr musikalisch tätig.
Zu hören ist Davis auf den Duke Elligton-Titeln I Ain't Nothing But the Blues (1944), It Don't Mean a Thing, But It Ain't that Swing und Solitude (1945), Transbluency und Minnehaha (1946), On a Turnquoise Cloud (1947) und Creole Love Call (1948). Im Gegensatz zu ihrer Kollegin Joya Sherrill, die gleichzeitig (gelegentlich auch im Trio mit Marie Ellington) mit ihr in der Band arbeitete, war Kay Davis keine eigentliche Jazz-Sängerin; sie ist eher als Konzertsängerin zu betrachten.

## Auswahldiskographie
- Duke Ellington: Carnegie Hall Concert, December 1944 (Prestige)
- Duke Ellington: Treasury Shows (DETS, 1945)
- Duke Ellington: 1946 (Classics)
- Duke Ellington: 1947-1948 (Classics)

## Sekundärliteratur
- J. L. Collier: Duke Ellington. Berlin, Ullstein, 1998
- Bielefelder Katalog Jazz 2001
- Richard Cook, Brian Morton: The Penguin Guide of Jazz on CD. 6. Auflage. Penguin, London 2002, ISBN 0-14-051521-6.